# José Pezet Arosemena
José Pezet Arosemena (Natá; 1888 - Ciudad de Panamá, 15 de noviembre de 1963) fue un educador y político panameño.
Realizó sus estudios primarios y secundarios en Panamá, luego viajó a Roma en el Colegio Pío Latinoamericano, donde obtuvo el título de Doctor en Filosofía y Letras. Como docente, fue profesor y director de la Escuela Artes y Oficios.
Como político, fue fundador del grupo Acción Comunal en 1923 y fue participante del golpe de Estado del 2 de enero de 1931. También fue diputado de la Asamblea Nacional y llegó a ser presidente de éste. También fue embajador de Panamá en Costa Rica e Italia.
Durante el gobierno de Harmodio Arias Madrid (1932-36) fue nombrado Ministro de Educación y fue un defensor junto con el presidente, de la creación de la Universidad de Panamá en 1935. En 1940 fue designado primer vicepresidente durante el gobierno de Arnulfo Arias, pero tras el golpe de Estado de 1941 fue encarcelado para no tomar posesión como sucesor de Arias.
Fue autor del libro El 2 de enero ante la historia.